# Liero
Liero — компьютерная игра в жанре аркада, дуэль, шутер от третьего лица вид с боку, выпущенная в 1999 году.

## Игровой процесс
Два червяка вступают в битву друг против друга на очки (или фраги). Каждый червяк имеет набор из пяти видов оружия (всего их в игре 40). Действие игры происходит в двухмерном мире, большая часть которого заполнена землёй. Эту землю, (в отличие, от неразрушимых камней), червяк может взрывать при помощи своего оружия, или же копать в ней туннели. В игре действует сила гравитации: черви падают, если под ними нет опоры в виде камня или земли.
В дополнение к арсеналу, у каждого игрока есть веревка ниндзя, которую можно использовать для быстрого перемещения по карте. Это устройство заменяет реактивный ранец, позволяя червяку забираться на возвышенности, и может даже цепляться за врага, чтобы подтянуть его поближе к себе. Во время игры можно восстанавливать здоровье, подбирая специальный бонус. Ещё один бонус заменяет одно из пяти ваших оружий на новое. Перед игрой Вы можете выбрать те виды оружия, которые могут содержаться только в бонусах, или полностью их отключить.
В отличие от большинства двухмерных экшенов с видом сбоку, патроны в Liero бесконечны. Более важны скорость перезарядки оружия и как быстро оно стреляет, в то время как в других играх упор делается на количестве патронов в магазине, и как быстро их можно найти. Liero строится на точной и стремительной маневренности игроков.
Среди игровых режимов Liero: смертельный матч, Game of Tag и захват флага. Играть могут либо одновременно два человека (на разделенном экране), либо человек против компьютера, хотя игра популярна главным образом благодаря первому варианту.
По умолчанию бои проходят на случайно сгенерированных картах заполненных преимущественно землёй. Но в комплекте к игре добавлен отдельный файл создания карт, при помощи которого можно создать карту полностью заполненную землёй которую можно расчищать или устанавливать на неё камни разных размеров.
В игре версии 1.33 присутствует 40 видов оружия. Подробный список с описаниями.

## Разработка и выход игры
Liero была разработана Йоосой Риккиненом для компьютеров под управлением MS-DOS. Проект заимствует особенности таких игр, как Worms и MoleZ, с использованием некоторых нововведений. Игра предназначена для взрослой аудитории и содержит кровь и насилие. Выход игры состоялся в 1999 году. Проект распространяется под свободной лицензией. Исходные файлы Liero после релиза были утеряны разработчиком из-за поломки жёсткого диска, поэтому официальное дальнейшее развитие игры прекратилось. Тем не менее проект активно поддерживался игровым сообществом: создавались различные дополнения, улучшения игры и фан-сайты.

## Оценки и мнения
Liero была позитивно оценена критиками. Обозреватель сайта Hrej! поставил игре 4 балла из 5 возможных, сказав, что одиночный режим получился весёлым, но в полной мере игра раскрывает потенциал в «многопользовательской резне». Согласен с доводами своего коллеги и рецензент из GameHippo, похвалив приличное количество оружия и заявил: «Это, безусловно, одна из лучших бесплатных экшен-игр в сети. При её небольшом размере, нет каких-то причин, чтобы не скачать её и поиграть с другом».